# Boeing XB-15
Il Boeing XB-15, designazione aziendale Boeing 294, fu un bombardiere pesante quadrimotore sviluppato dall'azienda aeronautica statunitense Boeing negli anni trenta e rimasto allo stadio di prototipo,
Progettato nel 1934 su specifica dell'United States Army Air Corps, la componente aerea dell'United States Army (l'esercito statunitense), era relativo ad un programma di sviluppo per constatare se era possibile costruire un bombardiere pesante in grado di avere un raggio d'azione di 8 000 km. Designato originariamente XBLR-1 (experimental bomber, long range, "bombardiere sperimentale a lungo raggio") in base alle convenzioni di designazione allora vigenti, al momento del suo primo volo risultava il più grande e voluminoso aereo ad ala fissa mai costruito negli Stati Uniti. Nel suo periodo di operatività riuscì a stabilire alcuni primati sul carico utile trasportato ad una data quota tra cui un volo con 31 205 libbre a 8 200 piedi (30 luglio, 1939).
Dotato di ala di grande spessore, al pari di altri grandi velivoli realizzati nel periodo interbellico, la particolare costruzione adottata consentiva agli ingegneri di bordo di infilarsi in un cunicolo presente nelle semiali per poter provvedere, alla bisogna, a piccole riparazioni mentre era in volo. Grazie alla tecnologia del tempo, l'aereo poteva effettuare un volo di 5 000 mi (8 047 km) in 33 h ad una velocità di crociera di 152 mph, con i dieci membri dell'equipaggio che, per poter effettuare la missione, alternavano i turni di lavoro con il riposo su apposite cuccette allestite al suo interno.

## Storia del progetto

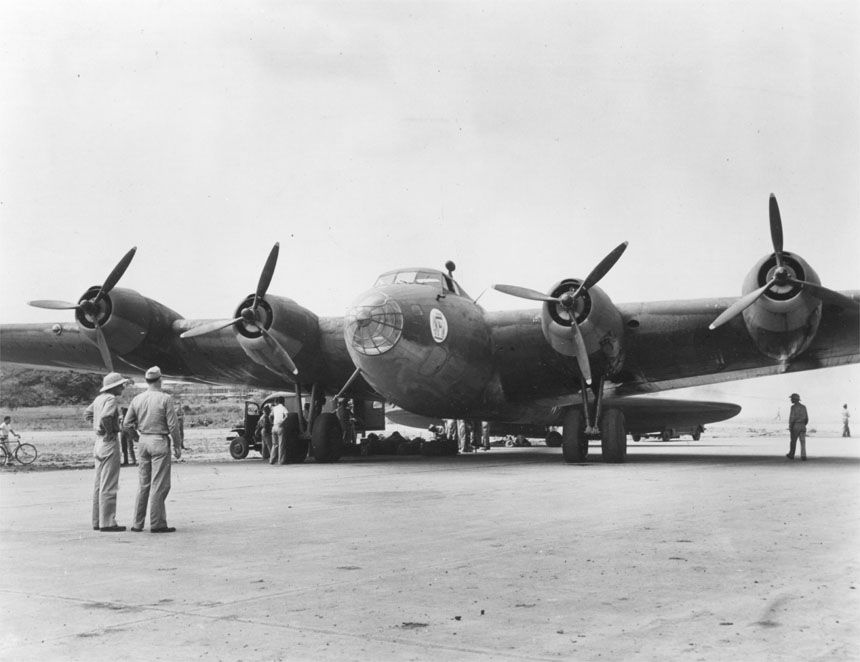
Il B-15 a Panama.

L'XB-15 fu progettato per avere motori da 1 000 hp (750 kW) raffreddati a liquido. Prima che questi venissero sviluppati furono usati motori radiali raffreddati ad aria da 850 hp (637 kW). Questi motori montati sull'aereo lo rendevano significativamente sottopotenziato; la sua velocità di punta era di 200 miglia orarie (322 km/h) era troppo lenta per un aereo da combattimento, ed il progetto fu abbandonato. Il solo prototipo venne assegnato al 2nd Bombardment Group di base sull'aeroporto di Langley in Virginia. In volo per una missione di soccorso per un terremoto, trasportò equipaggiamento d'emergenza in Cile nel febbraio 1939, facendo guadagnare al suo equipaggio il Trofeo MacKay.
Anche senza il suo pesante armamento difensivo che avrebbe avuto in servizio, l'XB-15 aveva un peso massimo al decollo di oltre 30 tonnellate, come il successivo B-17 ma con motori sottopotenziati. L'Army Air Force convertì l'unico prototipo in un trasporto, ridesignato XC-105, che portava merci nei Caraibi durante la seconda guerra mondiale.
In servizio per otto anni, l'aereo trasportò più di 5200 passeggeri, 440 000 libbre di carico e 94 000 libbre di posta. Volò per 70 voli di carico e 60 missioni incluso il pattugliamento antisommergibile. L'XC-105 fu demolito al campo di Kelly nel 1945.

### Tecnologie

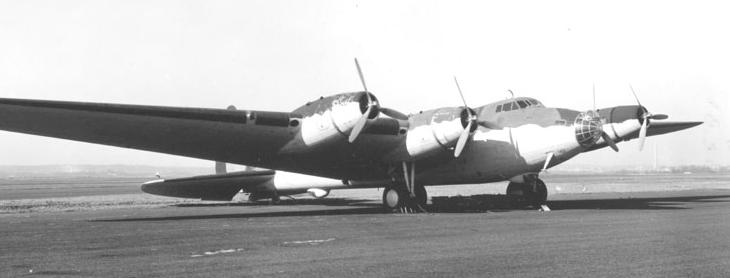
L'XB-15 parcheggiato su una pista d'atterraggio.

Nonostante la sua cancellazione, l'XB-15 figurava un numero di significative innovazioni:
- Pilota automatico
- Equipaggiamento di sbrinamento
- Unità di potenza ausiliaria indipendente dei principali motori per alimentare il sistema elettrico
- Tunnel di accesso ai motori anche mentre era in volo
- Compartimento per l'equipaggio con letti a castello, cucina e toilette
- Doppie ruote principali nei carrelli d'atterraggio

## Utilizzatori
Stati Uniti
- United States Army Air Corps

2d Bombardment Group
- United States Army Air Forces

20th Troop Carrier Squadron

### Pubblicazioni
- Boniface, Patrick. "Boeing's Forgotten Monster: XB-15 a Giant in Search of a Cause." Air Enthusiast, 79, January–February 1999.